# Dodge 600
El Dodge 600 fue una versión de los coches de lujo fabricados por Chrysler E-Class en la década de 1980 vendido por Dodge. Fue introducido en 1982, como modelo 1983, como un pequeño coche de tamaño medio fabricado en la plataforma de E Chrysler y se suspendió a partir del año 1988. Fue un intento de Chrysler para competir con una plataforma de GM, mientras que el Dodge Diplomat podría competir con los coches de tamaño completo. Reemplazó al 400. (El Dodge 600 coupé y convertible eran, básicamente, reediciones del 400.) Al igual que el anterior 400, está relacionado entre el Aries y el Diplomat. 
El 600 fue planeado para ser la competencia de los sedanes europeos de esa época. Su nombre numérico y diseño trasero se diseñaron para evocar los pensamientos de los modelos de Mercedes-Benz, sin embargo se redujo más en línea con los contemporáneos americanos, como el Chevrolet Celebrity, Pontiac 6000 y el Ford Fairmont (el 600 en realidad se parecía al Dodge Mirada más que cualquier automóvil europeo). Se estrenó como un cuatro puertas sedán , disponible en dos ajustes: Base y ES ("Euro / Sedan"). La energía fue proporcionada por un motor 2,2 Chrysler L de 4 cilindros, con el Mitsubishi-construido 2.6 L de 4 cilindros disponible como una opción.